# 天地通
天地通（英文：Celcom）亦译西尔康，為马来西亚國營及最大型的移动电信公司，使用011、013、015和019拨号。
2021年4月8日，亚通（AXIATA，6888，主板电信与媒体股）宣布，独资子公司天地通（Celcom）和数码网络（DIGI，6947，主板电信与媒体股）合并，打造全马最大电信公司，取名为天地通数码公司（Celcom Digi Bhd.），亚通和挪威电信将分别掌握合并公司的33.1%股权。

## 详细资料
天地通是马来西亚首屈一指的移动通信公司，也是网络覆盖面最广和網絡穩定性最高的移动通信公司。天地通拥有超过2000万的用户，是马来西亚电信业里领先的移动宽带服务提供商。
天地通在马来西亚拥有最广泛的网络，覆盖率达全马来西亚超过 98％。天地通将继续投资于网络覆盖，容量和性能，并会继续保持其作为技术领先和马来西亚最优秀的移动服务提供商的地位。
竞争对手方面，天地通最大的竞争对手是明讯（明讯为马来西亚第二大移动通讯公司）。
2022年11月30日，天地通与数码网络正式合并，并取名为天地通数码。

## 亚通
天地通母公司亚通前身是马来西亚电讯的移动和国际业务部门。马来西亚国家主权基金国库控股拥有亚通公司接近46%的股权。
亚通的主要业务是投资和控股，并在全球提供电信服务。他们主要把焦点放在亚洲市场。
亚通旗下共有13家电信公司，这包括：新加坡第二大电信公司第一通、斯里兰卡最大的电信公司Dialog Axiata、等等。